# 日本総合歯科学会
一般社団法人日本総合歯科学会（にほんそうごうしかがっかい、Japanese Society of the General Dentistry;JSGD）とは、総合歯科学を中心とした学問を取り扱い、総合歯科医療の発展・普及を目的とした専門学術団体の一つである。

## 概要
2008年に総合歯科協議会が設立された。2020年現在、理事長は鳥井康弘。2020年9月に一般社団法人に移行した。

## 総会
- 年1回

## 学会誌
- 『日本総合歯科学会雑誌』年1回発刊 ISSN 2189-938X、国立国会図書館サーチ：R100000002-I026912890 [3]

## 専門認定
- 歯科医師
  - 日本総合歯科学会認定医
  - 日本総合歯科学会指導医

## 学会賞
- 学会論文賞
- 優秀口演賞
- 優秀若手ポスター賞

## 大会等
| 年     | 月日              | 名称                                  | 大会長     | 担当大学                         | テーマ                                                 | 会場                                  | 備考          |
| ------ | ----------------- | ------------------------------------- | ---------- | -------------------------------- | ------------------------------------------------------ | ------------------------------------- | ------------- |
| 2008年 | 8月2日～3日       | 第1回日本総合歯科協議会総会・学術大会 | 小川哲次   | 広島大学                         | Evidenceに基づく総合歯科医療の展開へ向けて             | 広島大学霞キャンパス                  | [ 4 ]         |
| 2009年 | 7月19日～20日     | 第2回日本総合歯科協議会総会・学術大会 | 伊藤孝訓   | 日本大学松戸歯学部               | Evidence に基づく総合歯科医療の展開へ向けて            | 日本大学松戸歯学部                    | [ 4 ]         |
| 2010年 | 11月5日～7日      | 第3回日本総合歯科協議会総会・学術大会 | 樋口勝規   | 九州大学                         | 歯科総合診療に求められるcore competenceを再考する      | 九州大学病院                          | [ 4 ]         |
| 2011年 | 11月18日～20日    | 第4回日本総合歯科協議会総会・学術大会 | 宇野清博   | 日本歯科大学新潟生命歯学部       | 総合歯科診療に求められるTotal Coordinate               | 日本歯科大学新潟生命歯学部            | [ 4 ]         |
| 2012年 | 12月1日～2日      | 第5回日本総合歯科協議会総会・学術大会 | 小出武     | 大阪歯科大学                     | 総合歯科学の診療ガイドラインを探る                     | 大阪歯科大学附属病院                  | [ 4 ]         |
| 2013年 | 11月15日～17日    | 第6回日本総合歯科協議会総会・学術大会 | 長谷川篤司 | 昭和大学                         | 総合歯科学が包括すべき学術体系とコンピテンシーを考える | 昭和大学歯学部                        | [ 4 ] [ 5 ]   |
| 2014年 | 11月28日～30日    | 第7回日本総合歯科学会総会・学術大会   | 竹重文雄   | 大阪大学                         | 総合歯科から生涯学修を考える                           | 大阪大学コンベンションセンター        | [ 4 ] [ 6 ]   |
| 2015年 | 11月21日～22日    | 第8回日本総合歯科学会総会・学術大会   | 岡田智雄   | 日本歯科大学                     | 総合歯科からはじまるリレーションシップ                 | 日本歯科大学                          | [ 4 ] [ 7 ]   |
| 2016年 | 11月19日～20日    | 第9回日本総合歯科学会総会・学術大会   | 鳥井康弘   | 岡山大学                         | 超高齢社会における総合歯科医療の役割を考える           | 岡山大学                              | [ 4 ] [ 8 ]   |
| 2017年 | 11月4日～5日      | 第10回日本総合歯科学会総会・学術大会  | 藤井規孝   | 新潟大学                         | 専門歯科医と総合歯科医                                 | アートホテル新潟駅前                  | [ 4 ] [ 9 ]   |
| 2018年 | 10月27日～28日    | 第11回日本総合歯科学会総会・学術大会  | 田口則宏   | 鹿児島大学                       | 地域から求められる総合歯科医療を考える                 | 鹿児島県歯科医師会館                  | [ 4 ] [ 10 ]  |
| 2019年 | 11月2日～3日      | 第12回日本総合歯科学会総会・学術大会  | 井上哲     | 北海道大学と北海道医療大学の共催 | 令和時代の総合歯科を考える                             | 北海道歯科医師会館                    | [ 11 ] [ 12 ] |
| 2020年 | 10月31日～11月1日 | 第13回日本総合歯科学会総会・学術大会  | 大山茂     | 福岡歯科大学                     | 地域医療を支える総合歯科医                             | コロナ禍の影響によりWEB開催、誌上開催 | [ 13 ]        |

## 加盟団体
- 日本歯学系学会協議会